# Nastaligh

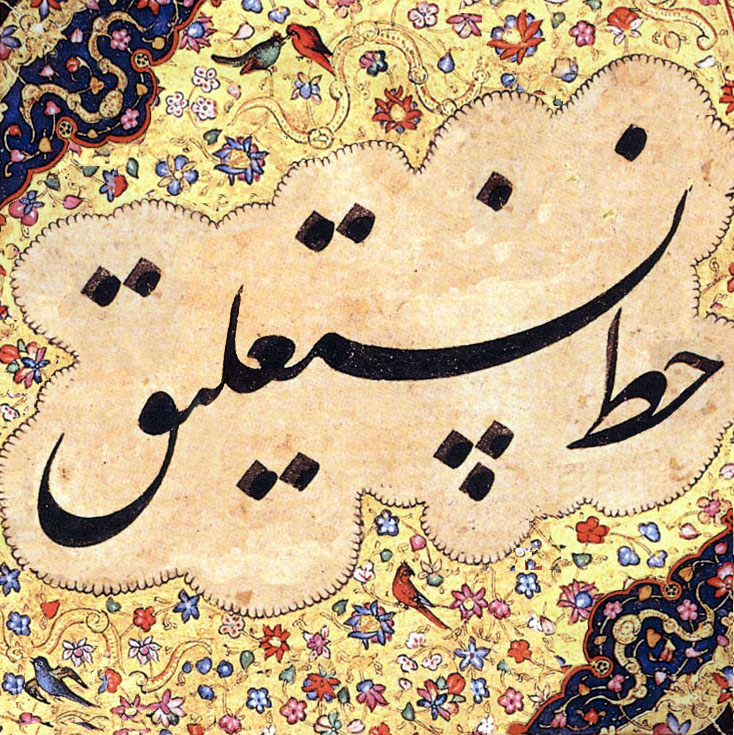
„Pismo nastaligh” napisane w nastaligh

Nastaligh (pers. نستعلیق) – odmiana pisma arabskiego używana przede wszystkim do zapisu języka perskiego i urdu, rzadziej tureckiego i okazjonalnie arabskiego.
Tradycyjnie stworzenie nastaligh przypisuje się żyjącemu na przełomie XIV i XV wieku Mir Ali Tebriziemu, jednak w rzeczywistości jego powstanie było owocem długiej ewolucji pisma naschi, sięgającej co najmniej XIII wieku. Perski różni się od arabskiego proporcjami liter prostych i zakrzywionych. Nie ma w nim także przedimka określonego al-, z jego pionowym alif i lam. Nastaligh, dogodny do pisania w języku perskim, szybko rozpowszechnił się przy przepisywaniu perskiej poezji, później zaś także prozy. Dżafar Tebrizi (fl 1412–1431) zaniósł nastaligh do Heratu i powstały w ten sposób wschodni styl pisma osiągnął klasyczną formę w twórczości Soltana Alego Maszhadiego (zm. 1520). W tym samym czasie na zachodzie rozwinął się odrębny styl nastaligh, związany z działalnością Abd ar-Rahmana Chorezmiego (fl 1436–1462) i jego synów, który jednak w pierwszej połowie XVI wieku ustąpił miejsca stylowi wschodniemu. Artystyczne apogeum nastaligh osiągnął w twórczości Mir Emada Hasaniego (zm. 1615), którego styl pozostał wzorem w następnych stuleciach. Wraz z Timurydami nastaligh pojawił się także w Indiach i w okresie panowania Wielkich Mogołów zaczęto go powszechnie używać do zapisu urdu. Twórcą odrębnej, osmańskiej szkoły nastaligh był Yesarizade Mustafa Izzet (zm. 1849). Z nastaligh wywodzi się pismo szekaste, powstałe do szybkiego sporządzania dokumentów.

## Nazwa
Nazwa nastaligh jest skrótowcem wywodzącym się od perskiego wyrażenia nasch-e taligh, oznaczającego dosłownie „zwisające lub zawieszone naschi”. 

## W Iranie
Autorzy safawidzcy (tacy jak Dust Mohammad (zm. ok. 1564) lub Kadi Ahmed (zm. ok. 1606)  przypisują stworzenie nastaligh Mir Ali Tebriziemu, który żył na przełomie XIV i XV wieku. Ze współczesnych badań wyłania się jednak znacznie bardziej skomplikowana historia powstania pisma. Elaine Wright prześledziła ewolucję nastaligh w XIV-wiecznym Iranie i pokazała, jak rozwijało się ono stopniowo pośród skrybów Szirazu. Co więcej, zgodnie z jej badaniami, nastaligh powstał nie z połączenia naschi i taligh, jak powszechnie sądzono, ale z samego naschi. Oprócz przebadania wielu rękopisów Elaine Wright udało się także odnaleźć dokument sporządzony przez Dżafara Tebriziego (fl 1412–1431) ok. roku 1430, zgodnie z którym:

Trzeba wiedzieć, że nastaligh wywodzi się z naschi. Niektórzy [skrybowie] z Szirazu zmodyfikowali [naschi] zabierając z niego spłaszczoną [literę] kaf i prostując dolną część [liter] sin, lam i nun. Potem z innych pism wzięli zakrzywione sin i rozciągnęli formy oraz wprowadzili wariacje w grubości linii. W ten sposób powstało nowe pismo, nazwane nastaligh. Wkrótce [skrybowie] z Tebrizu zmodyfikowali to co stworzyli [skrybowie] z Szirazu przez pisanie coraz cieńszych linii i określenie kanonu pisma, aż Chodża Mir Ali Tebrizi doprowadził je do doskonałości

To oznacza, że „nasze najwcześniejsze źródło pisane przypisuje skrybom z Szirazu rozwinięcie nastaligh i Mir Ali Tebriziemu jego kanonizację”. Francis Richard nieco zmodyfikował obraz narodzin nastaligh przedstawiony przez Elaine Wright na podstawie badań rękopisów z Tebrizu, ustalając, iż wczesna ewolucja pisma nie była ograniczona do Szirazu. Ponadto wielu autorów zwraca uwagę, że powstanie nastaligh było procesem, który trwał być może kilka stuleci. Gholam Hosejn Jusofi, Ali Alparslan i Sheila Blair wskazują na stopniowe pojawianie się elementów znanych z nastaligh w rękopisach sięgających XIII stulecia. Hamid Reza Afsari uważa, iż pierwsze ślady późniejszego nastaligh można znaleźć już w XI-wiecznych perskich przekładach Koranu.
Perski różni się od arabskiego proporcjami liter prostych i zakrzywionych. Nie ma w nim także przedimka określonego al-, którego pionowe alif i lam nadają arabskim tekstom szczególną wertykalność i rytm. Pisma zwisające jak taligh i nastaligh były szczególnie dogodne do pisania w języku perskim – podczas gdy taligh był używany do sporządzania dokumentów, nastaligh powstał dla przepisywania perskiej poezji, „której hemistychy zachęcały do spiętrzania liter niezgodnie z zasadami oddzielania kolumn tekstu. Dopiero później nastaligh został zaadaptowany do pisania prozy”.
Pierwszym mistrzem nastaligh był Mir Ali Tebrizi, który przekazał swój styl swojemu synowi Obejdollahowi. Uczeń Obejdollaha, Dżafar Tebrizi (autor cytatu powyżej), przeniósł się do Heratu, gdzie został przełożonym nad skryptorium (kitab-chane) timurydzkiego księcia Bajsonghora (stąd jego przydomek Bajsonghori). Dżafar nauczył pisania w nastaligh kilku uczniów, spośród których najsłynniejszym był Azhar Tebrizi (zm. 1475). Swoją klasyczną formę nastaligh osiągnął w twórczości Soltana Alego Maszhadiego (zm. 1520), ucznia Azhara (lub być może jednego z jego uczniów), którego patronami byli sułtan Husajn Bajkara (1469–1506) i jego wezyr Ali Szer Nawoi. W tym samym czasie odmienny styl nastaligh rozwinął się w zachodnim i południowym Iranie. Jego powstanie wiąże się z Abd ar-Rahmanem Chorezmim (fl 1436–1462), kaligrafem Pir Budaka (1456–1466) Kara Kojunlu, oraz jego synami Abd-al-Karimem i Abd-ar-Rahimem (obaj byli związani z dworem Jakuba (1478–1490) Ak Kojunlu). Ten bardziej kanciasty zachodni styl dominował na początku okresu safawidzkiego, ale później ustąpił bardziej płynnemu wschodniemu (chorasańskiemu) stylowi kanonizowanemu przez Soltana Alego Maszhadiego, chociaż nadal był często używany na subkontynencie indyjskim. To wschodni styl, "dalej udoskonalony w następnych stuleciach, jest pismem nastaligh używanym obecnie w Iranie"
Najsłynniejszym kaligrafem następnego pokolenia na Wschodzie był Mir Ali Harawi (zm. 1544), który był mistrzem pisma nastaligh. Wschodni styl nastaligh zaczął dominować w zachodnim Iranie, gdy artyści coraz liczniej zaczęli pracować w królewskim safawidzkim skryptorium. Najsłynniejszym spośród tych pracujących dla dworu kaligrafów był Szah Mahmud Niszapuri (zm. 1564/1565), znany przede wszystkim z użycia nastaligh do przepisania Koranu. Artystyczne apogeum nastaligh osiągnął w twórczości Mir Emada Hasaniego (zm. 1615), „którego styl pozostał wzorem w następnych stuleciach”. Następcy Mir Emada w wiekach XVII i XVIII rozwinęli bardziej rozciągnięty styl nastaligh, z większymi przerwami pomiędzy słowami. Największy irański kaligraf XIX stulecia, Mirza Mohammad Reza Kalhor (zm. 1892), ponownie wprowadził bardziej zwarty styl, pisząc słowa mniejszej wielkości za pomocą jednego pociągnięcia. W XIX wieku w Iranie nastaligh zaadaptowano do litografowanych książek. W XX wieku „użycie nastaligh spadło, jednak po II wojnie światowej zainteresowanie kaligrafią i przede wszystkim nastaligh odżyło i od tego czasu pojawiła się grupa niezwykle zdolnych mistrzów sztuki”.

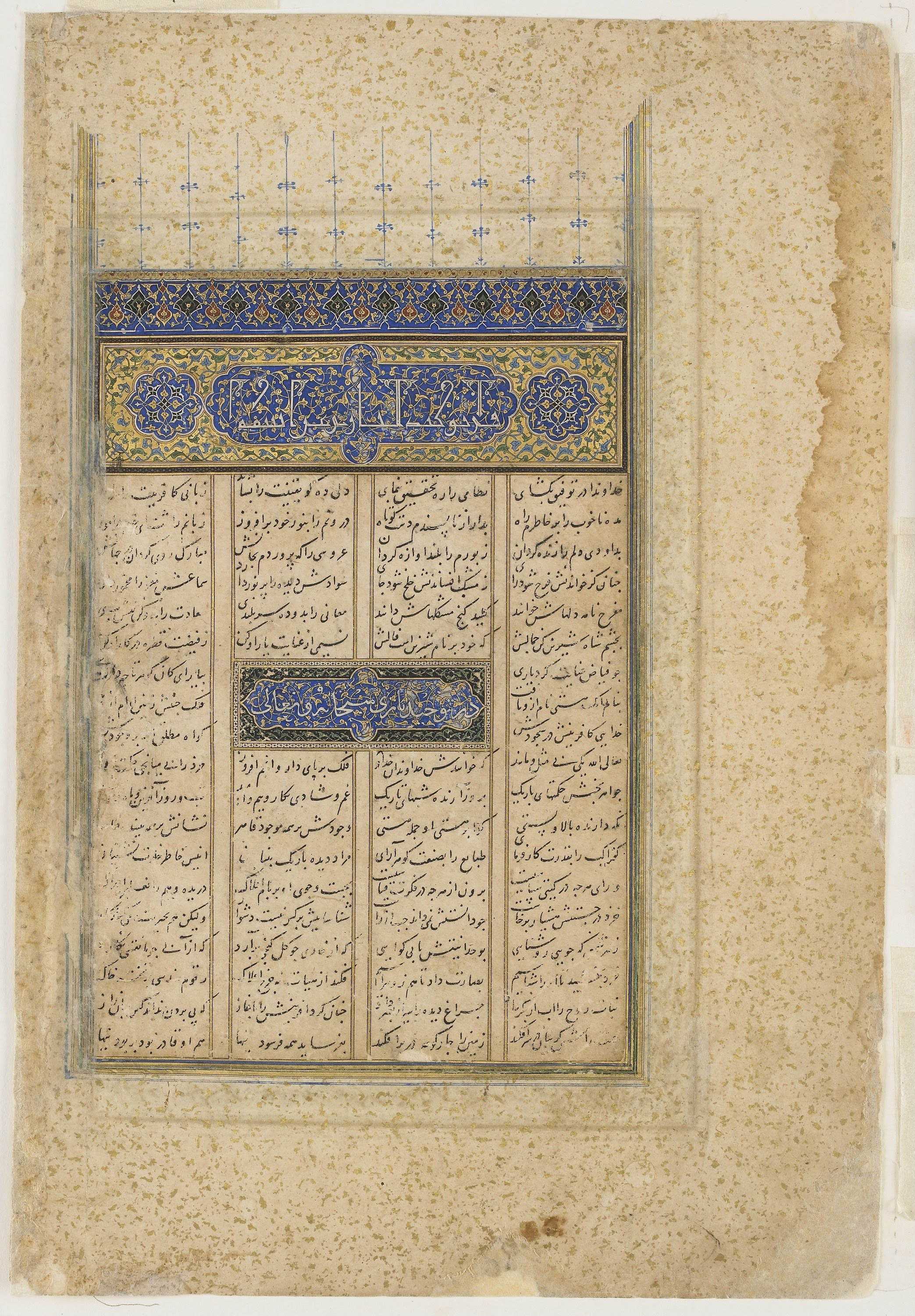
Pierwsza strona rękopisu Chosrou wa Szirin Nezamiego przepisanego przez Mir Alego Tebriziego. Tebriz, ok. 1410. Freer Gallery of Art
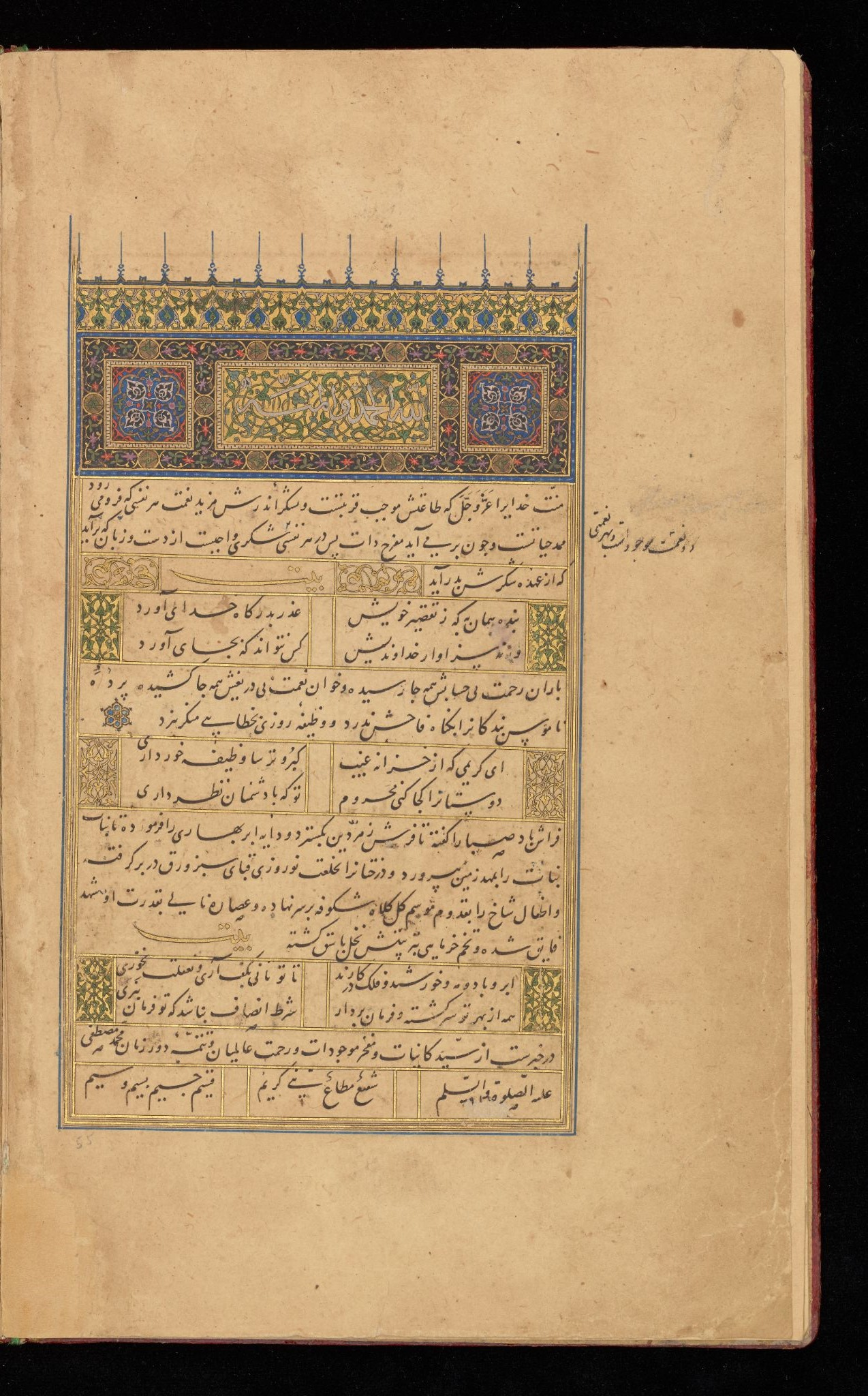
Pierwsza strona rękopisu Gulistanu Sadiego przepisanego przez Dżafara Tebriziego. Herat, 1426/27. Chester Beatty Library
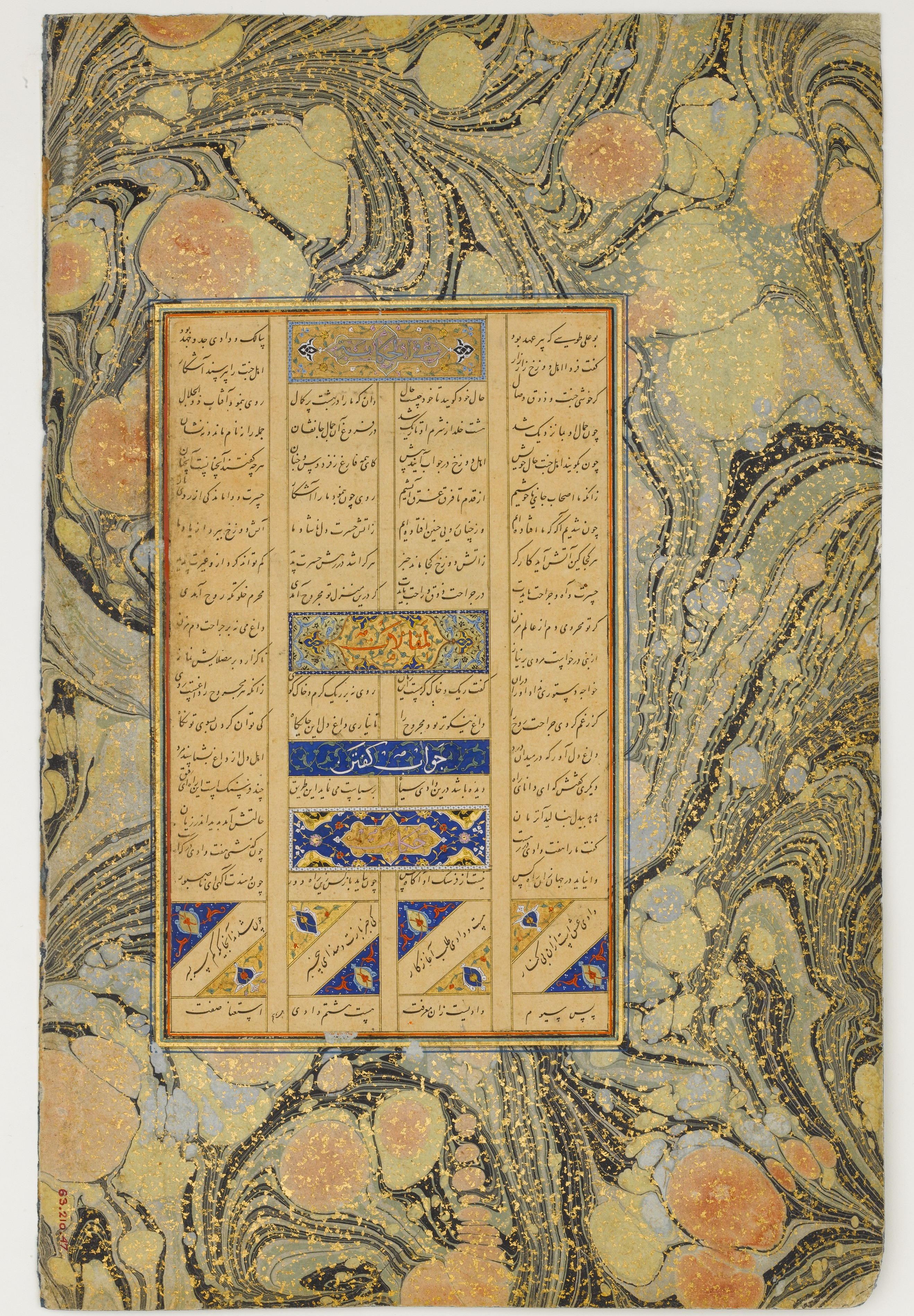
Strona z rękopisu Mantigh ot-tajr Attara przepisanego przez Soltana Alego Maszhadiego. Herat, z datą 25 kwietnia 1487. Metropolitan Museum of Art
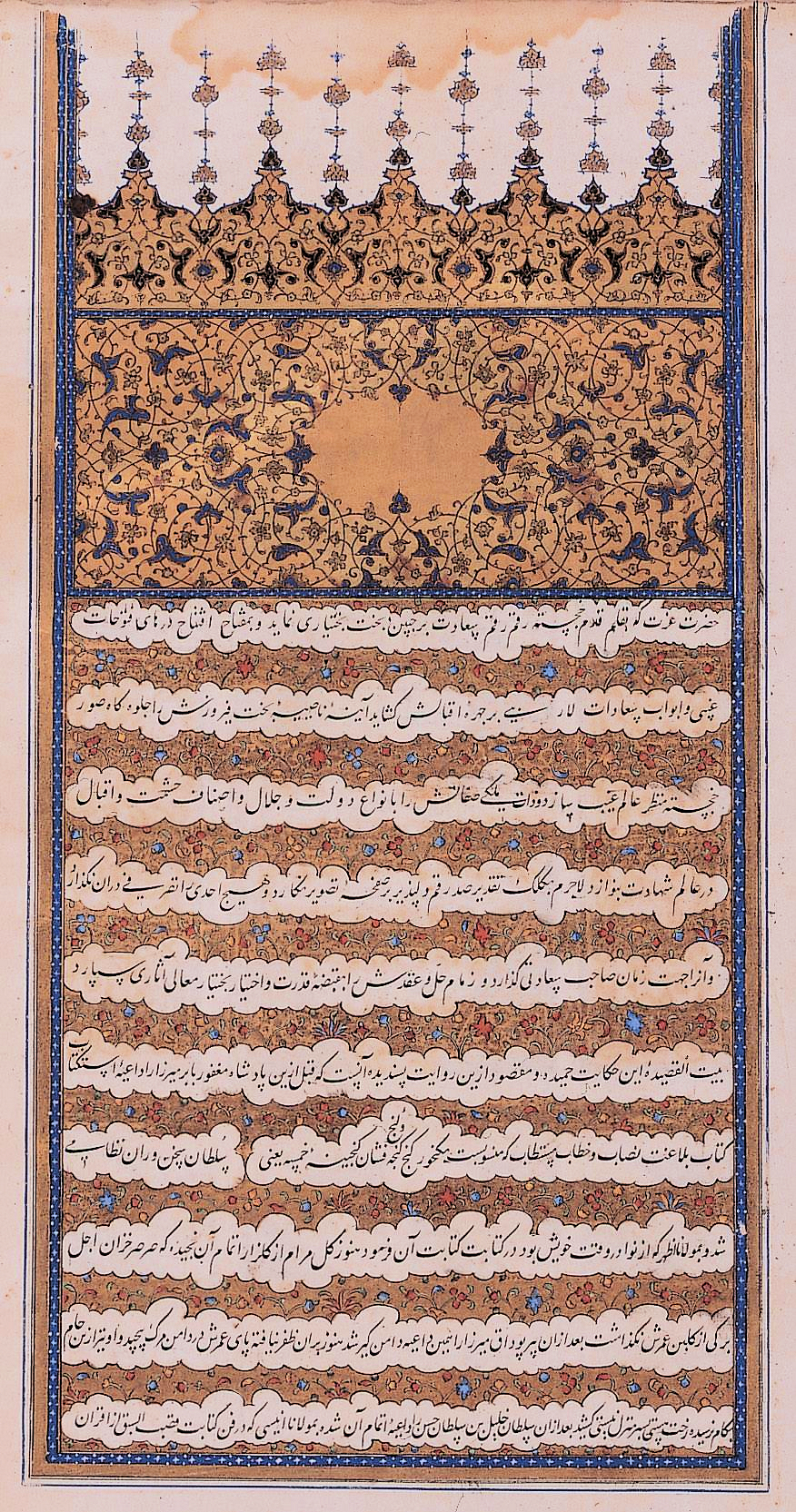
Kolofon rękopisu Chamse Nezamiego sporządzony przez Abd-ar-Rahima Chorezmiego Anisi. Tebriz, 1481. Muzeum Pałacu Topkapı
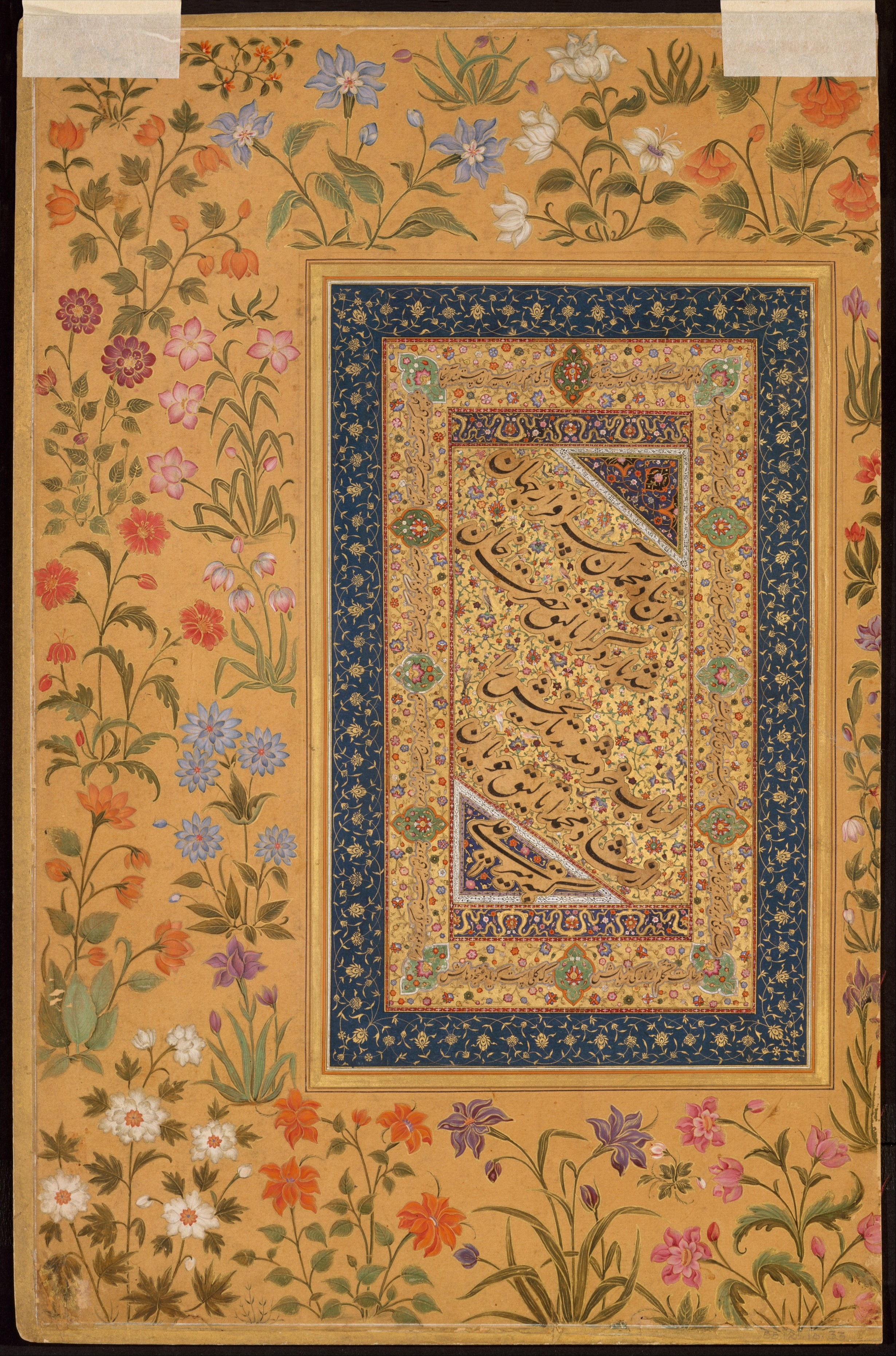
Rubajjat przepisany przez Mir Alego Harawiego i później umieszczony w tzw. Albumie Kevorkiana. Buchara, ok. 1534. Metropolitan Museum of Art
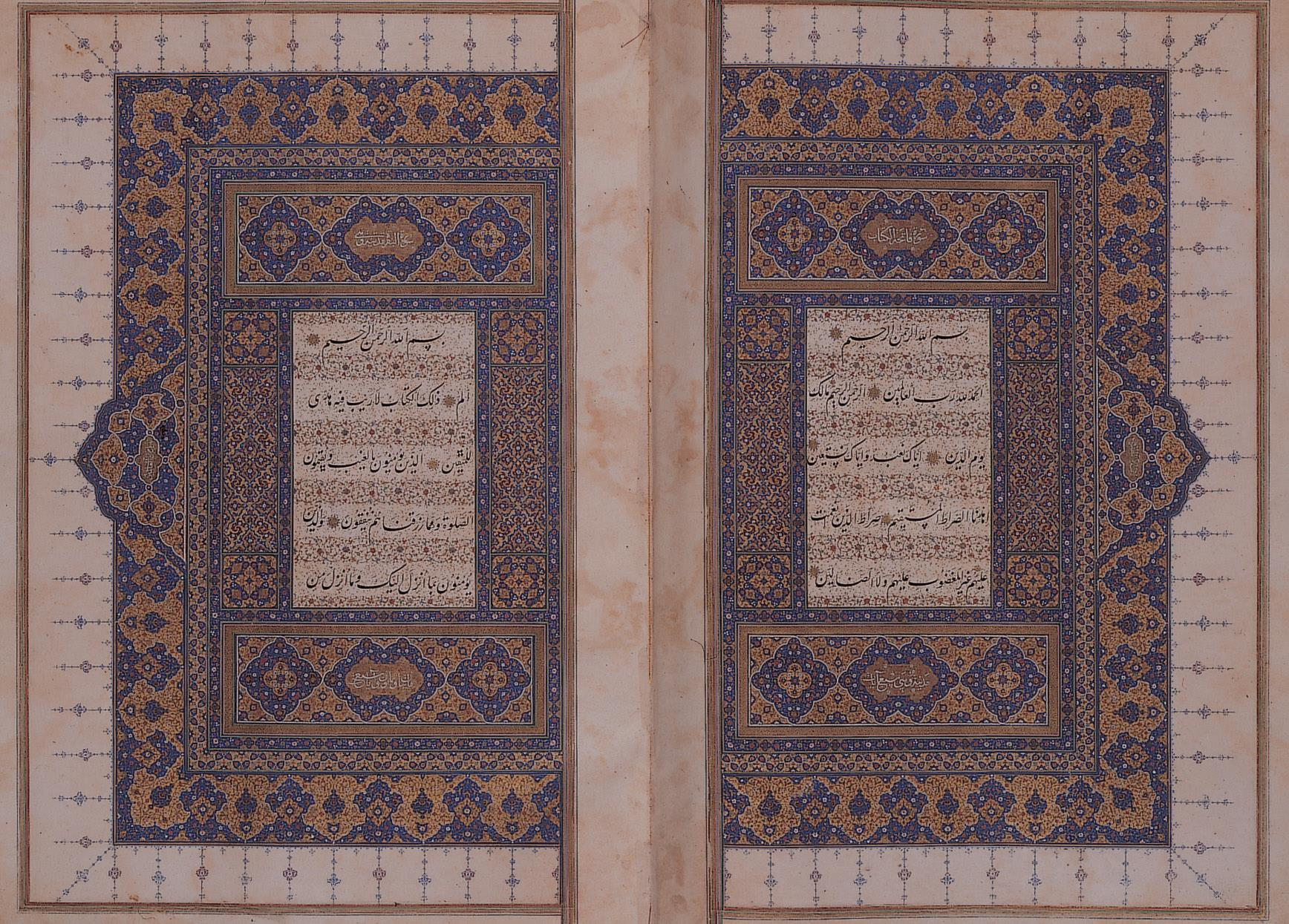
Pierwsze strony Koranu przepisanego przez Szaha Mahmuda Niszapuriego, ukończonego 12 czerwca 1538. Muzeum Pałacu Topkapı
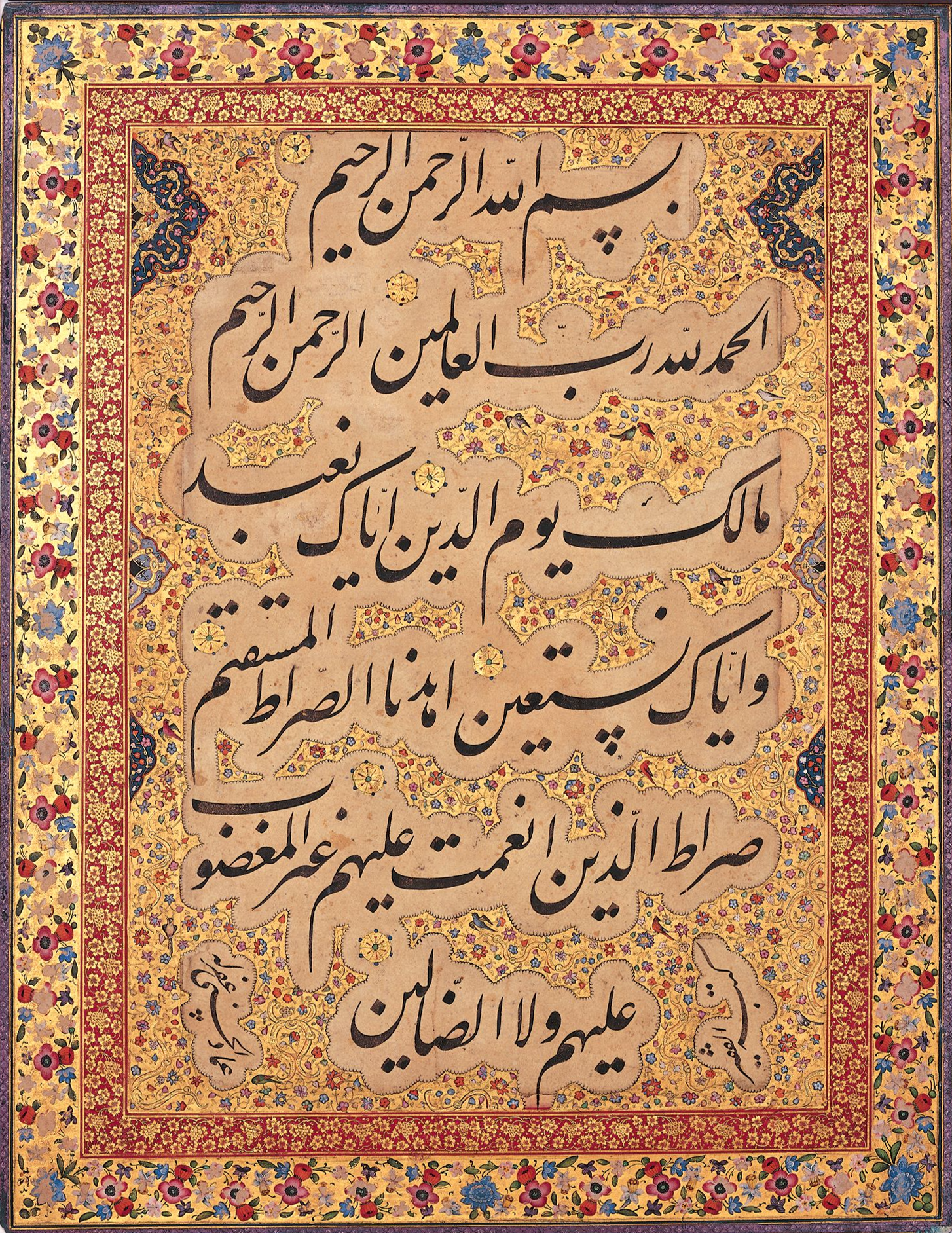
Sura Al-Fatiha przepisana przez Mir Emada Hasaniego. Muzeum Narodowe Iranu

## Poza Iranem
Nastaligh stosunkowo wcześnie przekroczył granice Iranu. Timurydzi przynieśli nastaligh do Indii i stał się on ulubionym pismem perskiego dworu Wielkich Mogołów. Dla Akbara (1556–1605) i Dżahangira (1605–1627) pracowali tak słynni mistrzowie nastaligh jak Mohammad Hosejn Kaszmiri (zm. 1611/1612) i Abd-ar-Rahim Anbarin-Ghalam. Innym ważnym praktykiem nastaligh był Abd-ar-Raszid Dejlami, siostrzeniec i uczeń Mir Emada, który po przybyciu do Indii został nadwornym kaligrafem Szahdżahana (1628–1658). To w tym okresie zaczęto powszechnie używać nastaligh do zapisu urdu.
Nastaligh został przyjęty także w Imperium Osmańskim, które miało silne kulturalne więzi z Iranem. Tutaj był on znany jako taligh (tur. talik), tak samo jak perskie pismo taligh, z którym nie należy go mylić. Pierwsi irańscy kaligrafowie, którzy przynieśli nastaligh na ziemie osmańskie, tacy jak Esedullah-ı Kirmânî (zm. 1488), należeli do zachodniej tradycji pisma. Stosunkowo wcześnie jednak osmańscy kaligrafowie zaadaptowali wschodni styl nastaligh. W XVII wieku uczeń Mir Emada, Derwisz Abdi Bochara'i (zm. 1647), przeniósł jego styl do Stambułu. Największym mistrzem nastaligh w XVIII wieku był Mehmed Yasari (zm. 1798), który blisko podążał za Mir Emadem. Ta tradycja została dalej rozwinięta przez syna Yasariego, Mustafę Izzeta (zm. 1849), który był prawdziwym założycielem odrębnej osmańskiej szkoły nastaligh. Wprowadził on nowe i precyzyjne proporcje pisma, odmienne niż w tradycji irańskiej. Specjalnością szkoły osmańskiej był celî nastaliq używany w inskrypcjach. Najważniejszym jej członkiem w drugiej połowie XIX wieku był Sami Efendi (zm. 1912), który uczył wielu słynnych później praktyków nastaligh, takich jak Mehmed Nazif Bey (zm. 1913), Mehmed Hulusi Yazgan (zm. 1940) i Necmeddin Okyay (zm. 1976).

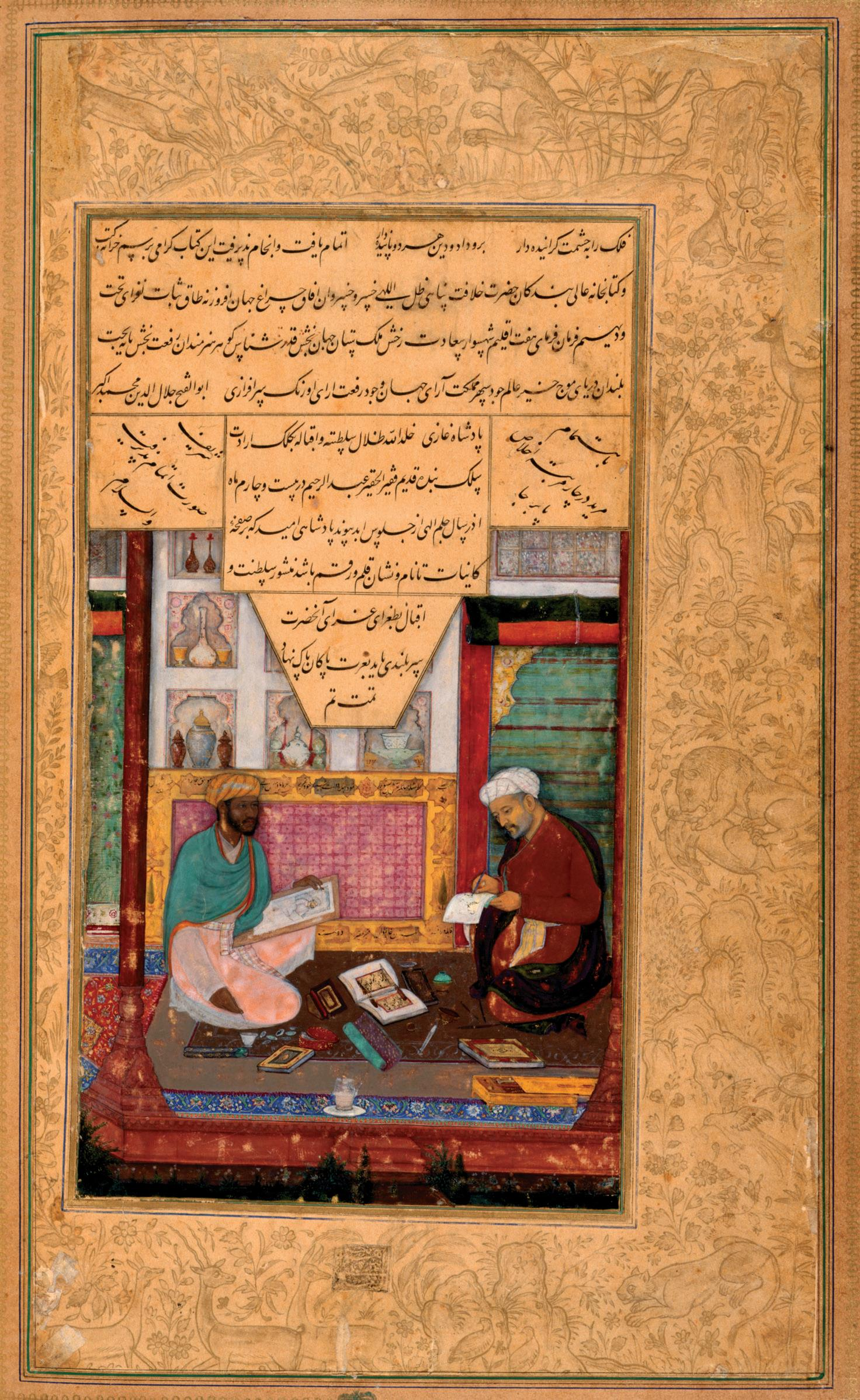
Kolofon rękopisu Chamse Nezamiego przepisanego przez Abd-ar-Rahima Anbarin-Ghalama, datowany na 14 grudnia 1595. Biblioteka Brytyjska
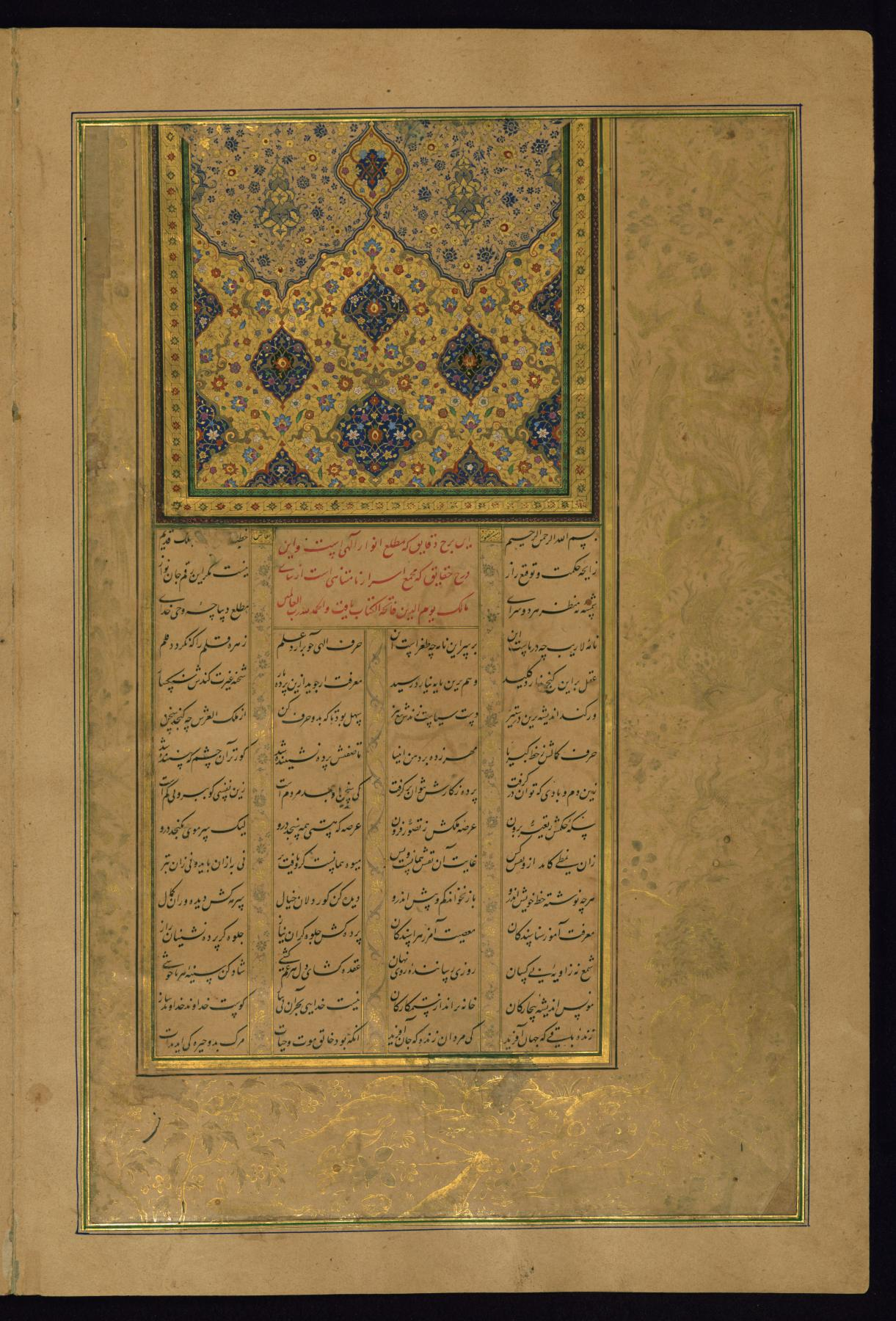
Strona z rękopisu Chamse Amira Chosrou przepisanego przez Mohammada Hosejna Kaszmiriego, ukończonego w czterdziestym drugim roku panowania Akbara (Marzec 1597 – Marzec 1598). Walters Art Museum
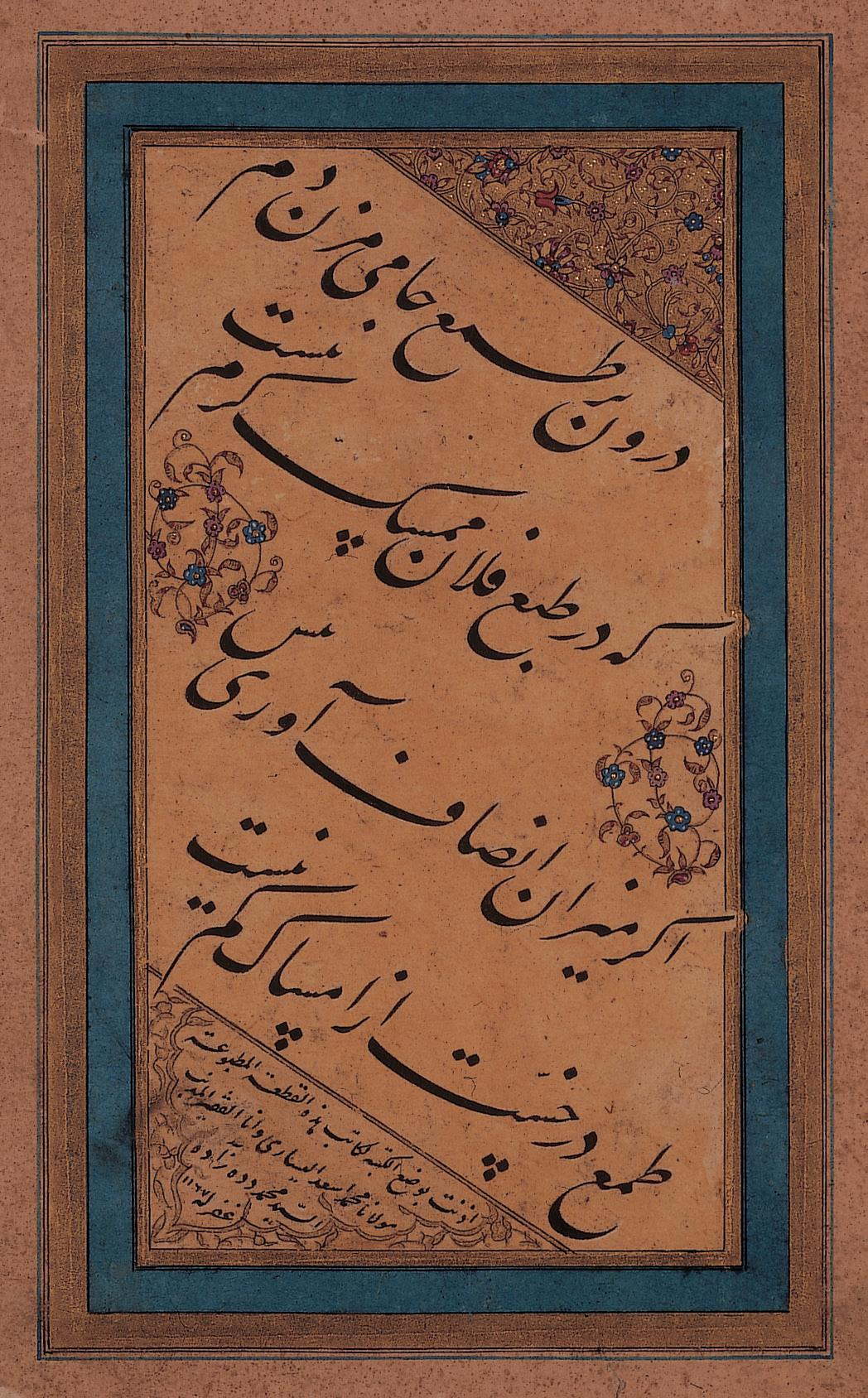
Kaligraficzna licencja z rubajjatem przepisanym przez Mehmeda Yasariego na podstawie przykładu autorstwa Mir Emada. Stambuł, 1754. Muzeum Pałacu Topkapı
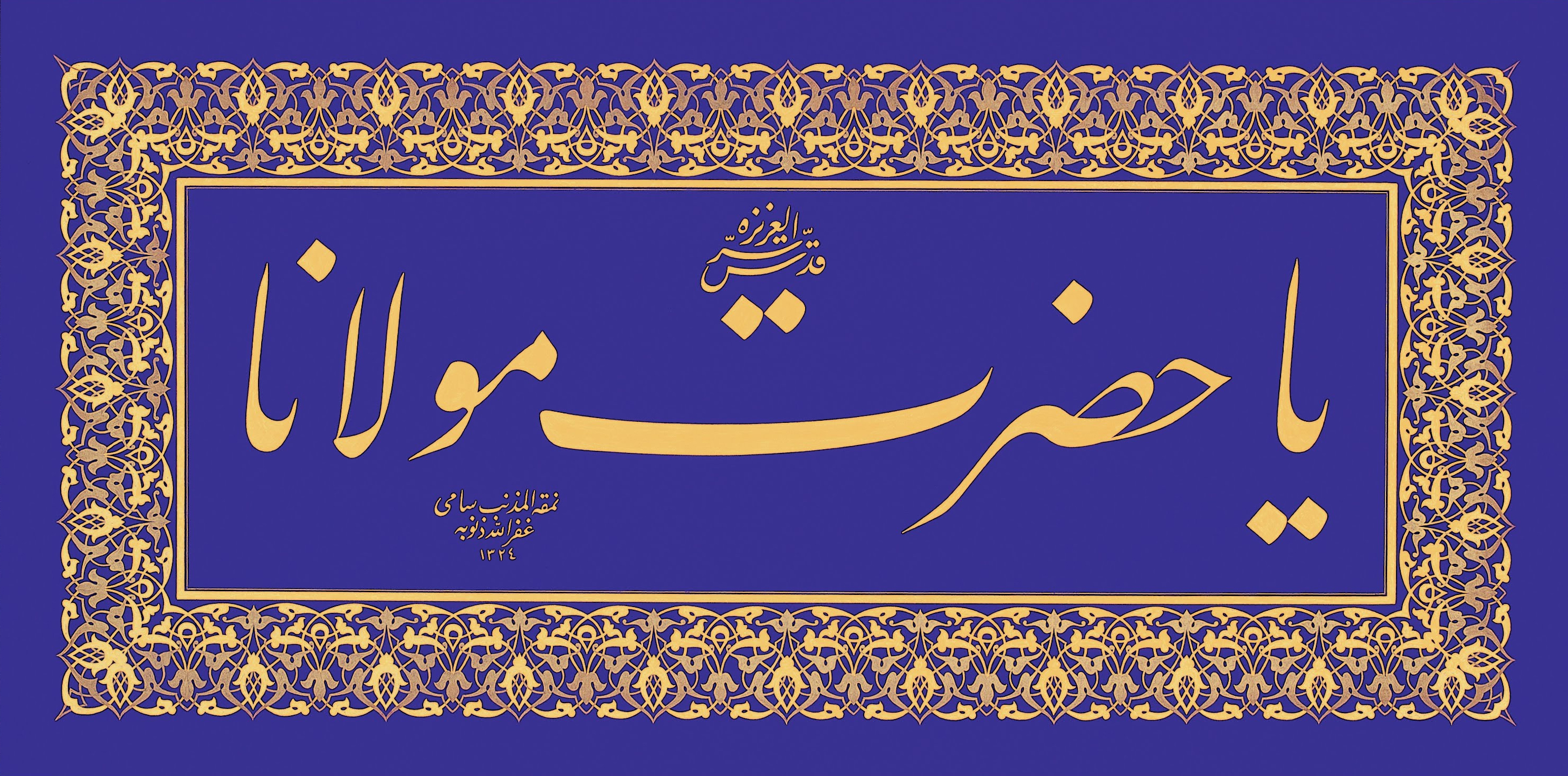
Levha (inskrypcja kaligraficzna) sporządzona przez Samiego Efendiego. Stambuł, 1906. Muzeum Sakıpa Sabancıego
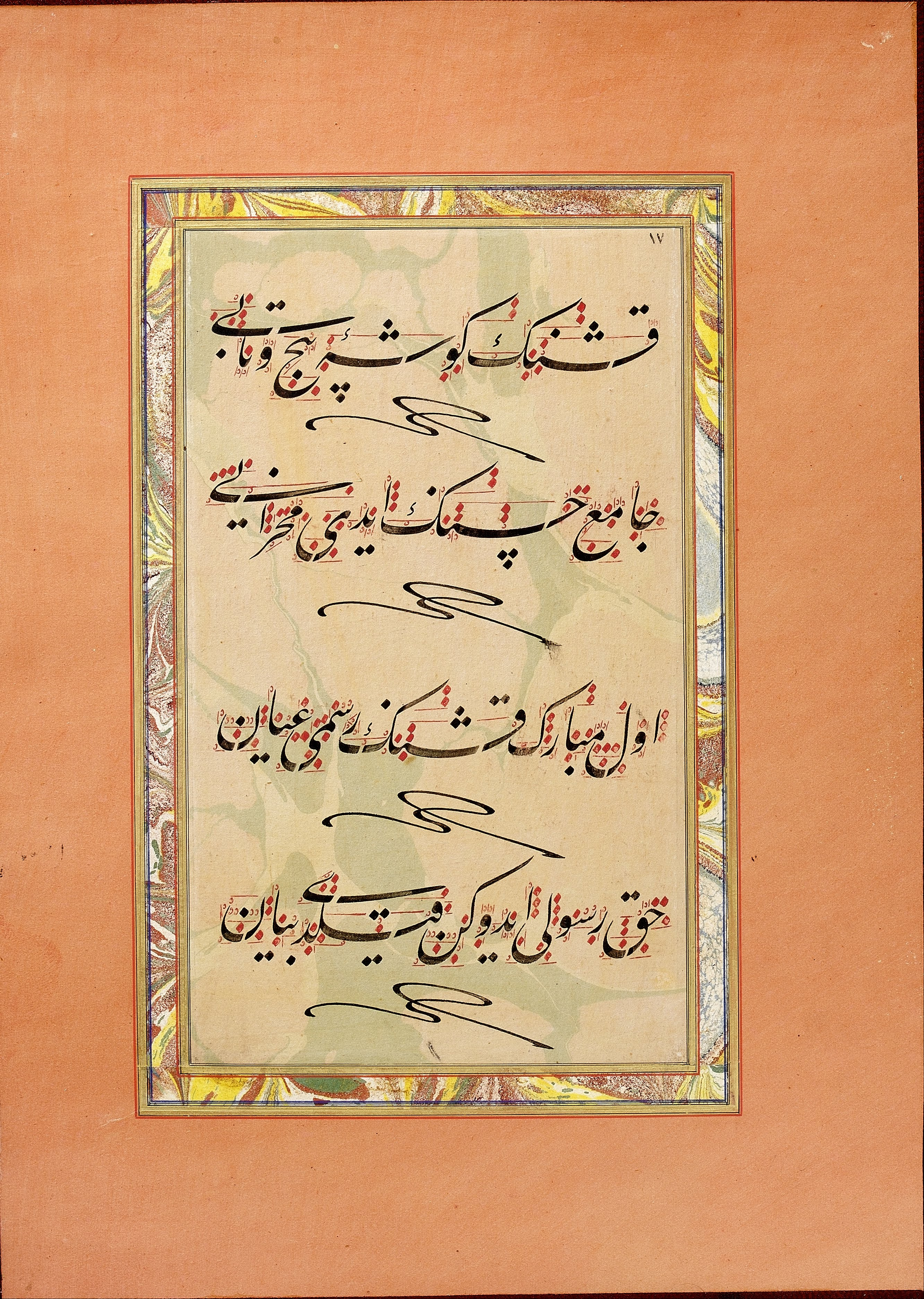
Strona z fragmentem  kasydy Chaghaniego przepisana przez Mehmeda Nazif Beya na podstawie oryginału Mustafy Izzeta. Stambuł, XX wiek (przed rokiem 1913). Muzeum Sakıpa Sabancıego